# دوري كرة القدم الغربي 1970–71
دوري كرة القدم الغربي 1970–71 (بالإنجليزية: 1970–71 Western Football League)‏ هو موسم من دوري كرة القدم الغربي ‏. فاز فيه Bideford A.F.C. ‏.